# Квиндецимвири
15 мъже за даване на жертвоприношения (на латински: Quindecimviri sacris faciundis) e колегия на жреци
за гадаене на Сибилските книги и извършване на предписаните в книгите предписания.
Римският цар Тарквиний Приск назначил двама мъже да гадаят книгите на Сибила, които се наричат duoviri sacris faciundis. По време на Републиката тяхното число e увеличено на десет (Decemviri s. f.).
От 1 век пр.н.е. (по времето на Сула) колегията има 15 члена и се нарича Quindecimviri s. f.
Колегията се състои първо само от патриции, а от 367 пр.н.е. - на половина от патриции и плебеи.